# Quintus Lutatius Catulus Cerco
Pour les articles homonymes, voir Quintus Lutatius Catulus.
Quintus Lutatius Catulus Cerco est un homme politique et un général de la République romaine. Fils de Caius et petit-fils de Caius, il est le frère de Caius Lutatius Catulus (consul en 242 av. J.-C.).

## Biographie
En 241 av. J.-C., il est consul avec Aulus Manlius Torquatus Atticus. Il conduit une commission de dix membres en Sicile, qui finalise le traité imposé à Carthage pour terminer la première guerre punique, et procède au désarmement des habitants. Il mène ensuite une campagne rapide dans le Latium contre les Falisques qui se sont révoltés, les force à capituler en quelques jours et détruit leur capitale Faléries. Ses habitants sont contraints de s'installer dans une nouvelle ville en plaine. Toutefois, l'historien Jean Zonaras attribue cette campagne contre les Falisques à son collègue Manlius Torquatus et Orose aux consuls suivants. Mais le triomphe pour la victoire sur les Falisques est accordé à Quintus Lutatius.
En 236 av. J.-C., il est censeur, mais il meurt avant d'avoir fini son mandat.